# The Eye of Judgment
The Eye of Judgment — коллекционная карточная игра для PlayStation 3 с использованием камеры PlayStation Eye. Было выпущено три карточных набора, первый был выпущен в октябре 2007 года, второй в марте 2008 года и третий 16 октября 2008 года. Планировался выпуск издания включающего все три набора, но он был отменён.
Серверы игры были закрыты 30 сентября 2010 года.
В 2010 году был выпущен спин-офф игры для PlayStation Portable — The Eye of Judgment: Legends.

## Игровой процесс
Игра представляет собой некую смесь карточной игры, крестиков-ноликов, шахмат и стратегии. В игре используются бумажные карты и игровое полотно, состоящее из девяти клеток (3×3). Карты положено размещать на клетках полотна; над полотном устанавливается камера PlayStation Eye, которая распознаёт карты (на полотне или даже на ладони игрока) и выводит облик соответствующих сказочных персонажей (юнитов) на экран. Ориентация карты на полотне имеет важное значение: юниты уязвимы для нападений сзади и сбоку. Другие карты соответствуют заклинаниям, при помощи которых можно нападать на персонажей противника или менять свойства клеток игрового поля.
В игре могут принимать участие только два игрока; поддерживается режим сетевой игры. Побеждает тот, кто первым захватит пять клеток игрового поля.

## Оценки прессы
| Сводный рейтинг | Сводный рейтинг |
| Агрегатор       | Оценка          |
| --------------- | --------------- |
| GameRankings    | 74,94 %         |

Игра получила положительные и смешанные рецензии, оценка сайта-агрегатора Metacritic составила 75 баллов из ста. Рецензент IGN отметил в своём обзоре, что игра рассчитана на очень узкую аудиторию, но этой аудитории она доставит массу удовольствия. Оценка IGN составила 8 баллов из 10. Gamespot оценил игру на 7,5 баллов из 10, похвалив уникальный игровой процесс и визуальные эффекты, но также отметил отсутствие одиночного режима игры и необходимость приобретения и настройки камеры.